# Кондратюк Марія Яківна
Марія Яківна Кондратюк (нар. 26 січня 1942, село Новоіванівка Хорольського району Полтавської області) — українська радянська діячка, регулювальниця радіоапаратури Львівського виробничо-технічного об'єднання «Електрон». Депутатка Верховної Ради СРСР 8—9-го скликань.

## Біографія
Народилася в селянській родині.
З 1959 року — монтажниця Львівського телевізійного заводу. Закінчила Львівське професійно-технічне училище.
З 1966 року — регулювальниця радіоапаратури Львівського телевізійного заводу (потім — Львівського виробничо-технічного об'єднання «Електрон»). Ударниця комуністичної праці. Заочно здобула вищу освіту.
Потім — на пенсії у місті Львові.

## Нагороди
- орден Леніна
- медалі